# 许尔霍斯特
许尔霍斯特（德語：Hüllhorst，發音：[ˈhʏlˌhɔʁst] ⓘ）是德国北莱茵-威斯特法伦州代特莫尔德行政区明登-吕伯克县的市镇，面积44.7平方千米，2023年12月31日人口为13,189人。